# Vincotto

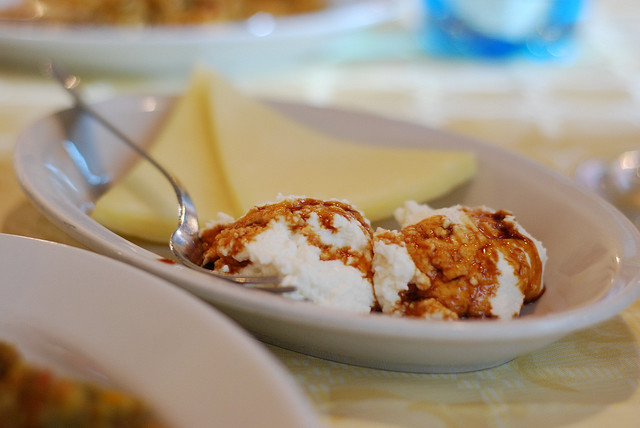
Vincotto con queso "carciocavallo" y Ricota.

El vincotto (del latín vino cotto, ‘vino cocido’) es un mosto de uva de color oscuro y sabor dulce producido principalmente en Basilicata y Apulia. Es el resultado de cocer lentamente el mosto de uva durante varias horas para reducirlo a cerca de un quinto. Se produce a partir de variedades de uvas tintas de vino, autóctonas de la zona, la negroamaro y la primitivo, y de otras variedades como la malvasía y la baresana. Se utiliza como ingrediente de otras recetas o como condimento.
Su sabor es dulce y no puede ser considerado un vinagre, aunque a partir de él puede producirse un vinagre agridulce llamado aceto de vincotto o vincotto agrodolce, que se utiliza de la misma forma que el aceto balsámico.

## Historia
El vino o mosto cocido se produce desde la época de los antiguos romanos, que solían hervir el mosto de uva para conservarlo de modo que pudiera transportarse. Los romanos utilizaron el vincotto como ingrediente para enriquecer la carne y otros platos y como edulcorante para pasteles. Antes de que se introdujera el uso del azúcar de caña también se mezclaba con miel. También se utilizaba el vino cocido diluido con agua como bebida energética dulce, o como un «vino» romano fuertemente embriagador. Dependiendo del modo de producción y el grado de reducción era llamado defrutum possum o caroleum.

## Usos
En Basilicata, el vincotto es un ingrediente fundamental de productos típicos como la lagana chiapputa, plato de pasta con frutos secos, y el pan minisc', dulce con harina, azúcar y especias.
En Apulia, está presente como ingrediente en recetas tradicionales de pastelería las cartellate y los taralli neri con vincotto, el turrón (torrone) con vincotto y las pitteddhre. También se emplea como bebida dulce, diluido con agua.
El vincotto envejecido también puede utilizarse de forma parecida a un aceto balsámico como condimento para dar sabor a recetas de carne de venado, asados de carne y aves de corral, quesos sazonados y arroces, y en la preparación de cócteles y bebidas o en ensaladas, verduras cocidas de temporada, postres, frutas e incluso en gelato.

## Propiedades
El vincotto es rico en polifenoles antioxidantes beneficiosos para la salud.

## Reconocimiento
Vincotto es un nombre genérico que no pueda ser registrado como marca por parte de ningún fabricante, figurando en la lista de los productos alimenticios tradicionales de Apulia.

## Productos similares
En Romaña y las Marcas se produce, con el mismo procedimiento del vincotto, la saba (o sapa), un jarabe dulce empleado a menudo en la cocina tradicional como edulcorante.
El vincotto no debe confundirse con el vino cotto, un vino típico de las Marcas y los Abruzos.